# Afrička hokejska federacija
Afrička hokejska federacija (eng. African Hockey Federation), kratica: AFHF/AfHF, je krovna organizacija za hokej na travi i dvoranski hokej na afričkom kontinentu.
Sjedište se nalazi u ganskom gradu Accri.
Po stanju od 18. svibnja 2009., ima 16 članica.
Članica je IHF (Međunarodne hokejske federacije).

## Članice
| Afrička hokejska federacija | Afrička hokejska federacija | Afrička hokejska federacija | Afrička hokejska federacija | Afrička hokejska federacija |
| --------------------------- | --------------------------- | --------------------------- | --------------------------- | --------------------------- |
| Botsvana                    | Egipat                      | Gana                        | Kenija                      | Libija                      |
| Malavi                      | Maroko                      | Namibija                    | Nigerija                    | Sejšeli                     |
| JAR                         | Sudan                       | Tanzanija                   | Uganda                      | Zambija                     |
| Zimbabve                    |                             |                             |                             |                             |

## Natjecanja
Afrička hokejska federacija je krovna organizacija za iduća natjecanja:
- Afrički kup nacija
- Afrički kup nacija (kategorija ispod 21)
- klupsko prvenstvo Afrike
- dvoranski Kup Afrike

## Vanjske poveznice
- Službene stranice